# Ramona Siebenhofer
Ramona Siebenhofer, född den 29 juli 1991 i Tamsweg, är en österrikisk alpin skidåkare som har störtlopp och super-G som specialdiscipliner.
Hon debuterade i världscupen den 28 december 2009 i Lienz, Österrike. Främsta placering har hon uppnått i Lake Louise i Kanada den 4 december 2015 med en tredje plats i störtlopp.
Hon deltog i olympiska vinterspelen 2018 och  2022.